# Elocvență

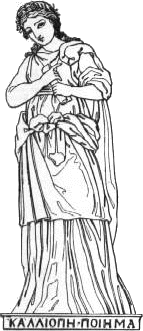
Calliope,
muza elocvenței

Elocvența (din latinescul eloquentia), sau elocința, este arta de a vorbi frumos și convingător, de a emoționa. Printr-o exprimare elocventă, sugestivă, se poate ajunge la convingerea și influențarea comportamentului interlocutorilor.
În mitologia greacă muza elocvenței (printre altele) era Calliope.